# St. Peter und Paul (Dobromierz)

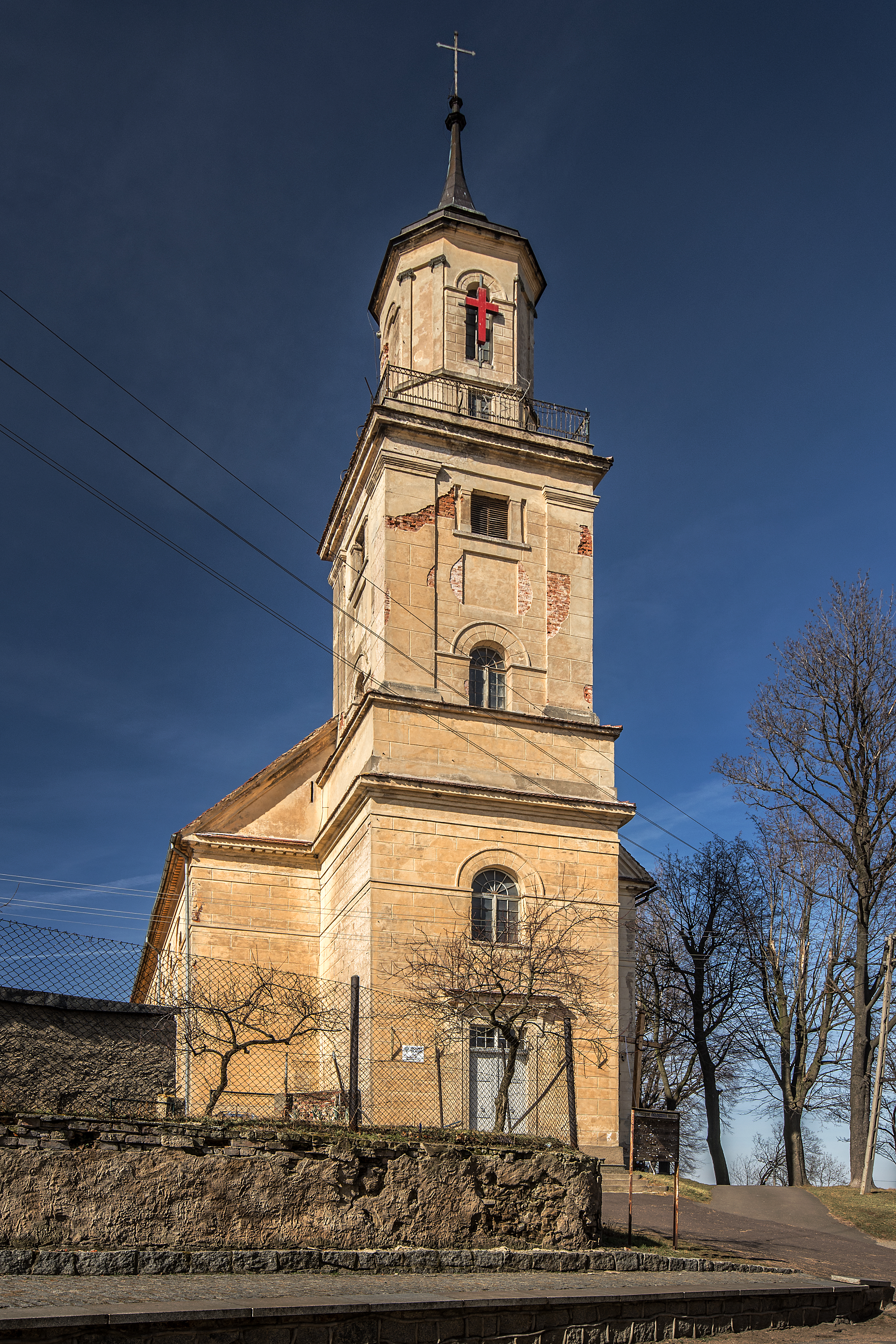
St. Peter Paul Hohenfriedeberg

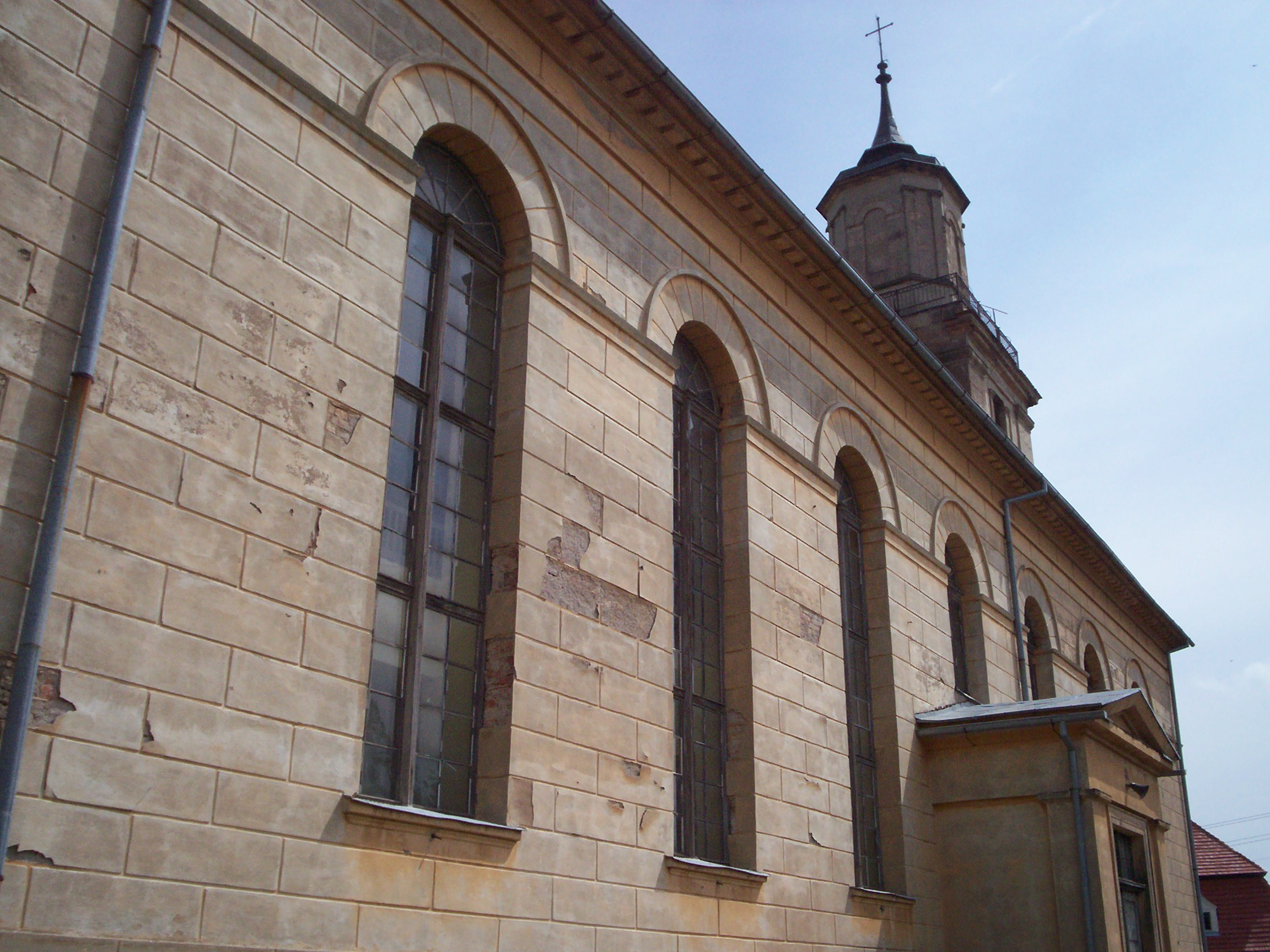
Kirchenschiff

St. Peter und Paul (polnisch Kościół śś Piotra i Pawła) ist eine römisch-katholische Kirche in Dobromierz (deutsch Hohenfriedeberg) im Powiat Świdnicki der Woiwodschaft Niederschlesien in Polen. Von 1829 bis 1945 war sie eine evangelisch-lutherische Pfarrkirche. Das unter Denkmalschutz stehende Gotteshaus mit der Aktennummer A/1892/2062 dient heute als Aushilfskirche der Pfarrkirche St. Michael in Dobromierz. 

## Geschichte
Hohenfriedeberg war mit dem gesamten Herzogtum Schweidnitz-Jauer bereits in der ersten Hälfte des 16. Jahrhunderts evangelisch geworden. Im Zuge der vom böhmischen Landesherrn Ferdinand III. forcierten Gegenreformation musste die alte Kirche St. Michael 1654 wieder an die Katholiken zurückgegeben werden. Die überwiegend evangelischen Gläubigen hielten sich zunächst zur Friedenskirche Jauer.
Nach dem Ersten Schlesischen Krieg, der die Eroberung Schlesiens durch Preußen zur Folge hatte, genehmigte König Friedrich II. am 19. Dezember 1741 die Errichtung einer neuen evangelischen Kirche in Hohenfriedeberg. Vorläufig nutzte die Gemeinde das alte Rathaus der Stadt, das 1742/43 zu einem evangelischen Bethaus umgebaut wurde. Bei einem Stadtbrand 1827 brannte auch das alte Rathaus nieder. Der preußische Architekt Karl Friedrich Schinkel überarbeitete Pläne für die Kirche im Dezember 1827. Auf einer kleinen Anhöhe am nördlichen Ortsrand von Hohenfriedeberg wurde am 9. Juni 1828 der Grundstein für die Kirche gelegt. Während der Bauzeit fanden die Gottesdienste provisorisch in der katholischen Kirche St. Michael statt. Am 29. November 1829 wurde die Kirche eingeweiht, obwohl der Turm erst 1832 fertiggestellt werden konnte. Letzterer war ein Geschenk des preußischen Königs, der zum Bau 1.500 Taler stiftete. Zur Kirche gehörte ein eigener evangelischer Friedhof. Bis 12. November 1843 wurde der katholische Friedhof für alle Begräbnisse genutzt. Es stand den Einwohnern zeitweise frei, auf den Friedhöfen Hohenfriedeberg, Simsdorf und Hausdorf zu beerdigen. Nach dem Zweiten Weltkrieg, der den Übergang Schlesiens an Polen zur Folge hatte, blieb die Kirche unbenutzt und wurde von 1972 bis 1973 renoviert. Das Gotteshaus steht seit dem 6. Juni 1972 unter Denkmalschutz und dient gegenwärtig als Aushilfskirche der Pfarrkirche St. Michael in Dobromierz. Seit 2004 gehört die Kirche zum damals neu geschaffenen Bistum Świdnica (Schweidnitz). 

## Bauwerk
Die Kirche mit rechteckigem Kirchenschiff ist im Stil des Klassizismus gehalten. Der Kirchturm steht in der Achse des Kirchenschiffes und trägt auf quadratischem Grundriss eine achteckige Galerie und Kuppel. Der Kirchenraum ist von zweigeschossigen Emporen umgeben. Im Inneren befindet sich ein von den Herren von Mutius gestiftetes Taufbecken und eine bemerkenswerte Orgel.

## Evangelischer Pfarrsprengel
Mitte des 19. Jahrhunderts waren folgende Orte eingepfarrt: Hohenfriedeberg (727 Einwohner, 545 evangelisch), Schweinz (249 Einwohner, 233 evangelisch), Simsdorf (539 Einwohner, 454 evangelisch), Schollwitz (206 Einwohner, 182 evangelisch), Möhnersdorf (243 Einwohner, 228 evangelisch), Hohenpetersdorf (539 Einwohner, 525 evangelisch), Neupetersdorf (69 Einwohner, 10 evangelisch), Wiesenberg (124 Einwohner, 110 evangelisch), Börnchen (123 Einwohner, 108 evangelisch), Neubörnchen (72 Einwohner, 58 evangelisch) und Hausdorf (611 Einwohner, 552 evangelisch).